# Kouhouat
Kouhouat (ou Nkwat) est un village situé dans le département du Noun,  Région de l'Ouest au Cameroun, sur la route qui relie Koupa-Matapit à Njitapon. Il fait partie de l'arrondissement de Bangourain et du groupement de Njinka.
Il est arrosé par le Maouat (ou Mawat), un affluent de rive gauche du Noun.
Limité avec le village kourom par le cour d'eau appelé N'sohche, il dispose de plusieurs quartiers à savoir : Kouchong, massen, jamkouat, mafaloum, jimelen et njiwouat.
Son chef actuel est SM Nji FIFEN, ancien proviseur du lycée Bilingue de foumbot en retraite.

## Population
En 1966-1967, la localité comptait 934 habitants, principalement Bamoun et Bororo. Lors du recensement de 2005, on y a dénombré 3 251 personnes.

## Infrastructures
Kouhouat dispose d'un établissement secondaire d'enseignement général public qui a le statut de Lycée bilingueet d'un centre de santé baptiste qui y est construit depuis 1994. Il existe également un centre de santé intégré et deux établissements primaires publiques. La pratique de la religion est avancée avec deux grandes mosquées et deux églises ( Baptiste et EEC).